# تحذير ميراندا

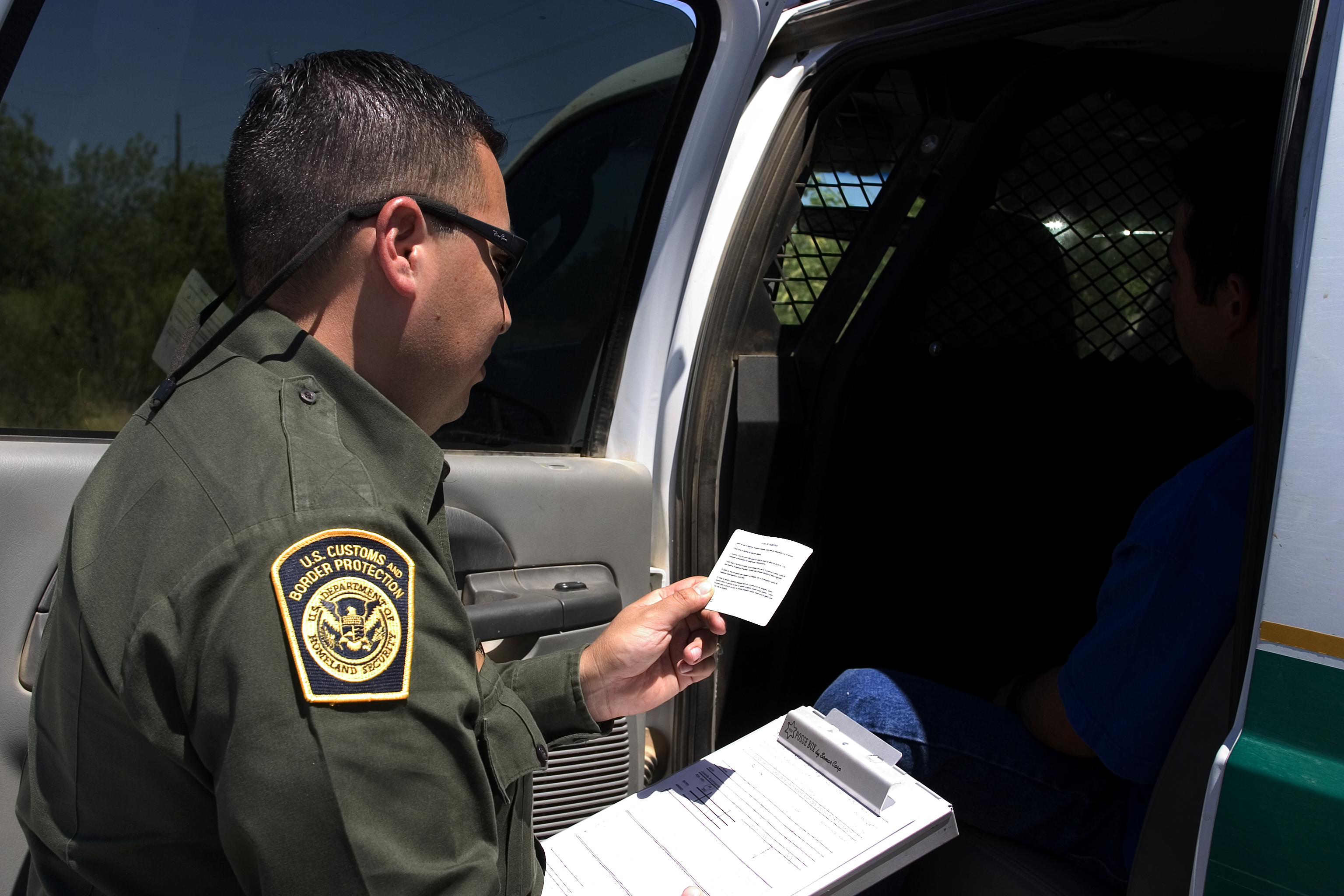

تحذير ميراندا (بالإنجليزية: Miranda warning) وقد يُعرف باسم حقوق ميراندا أو قواعد ميراندا، هو التحذير الذي توجهه الشرطة في الولايات المتحدة الأمريكية على المشتبه فيهم جنائيًّا عند حبسهم (أو في الاحتجاز للاستجواب) قبل أن يتم استجوابهم للحفاظ على مقبولية بياناتهم قبل استخدامها ضدهم في الإجراءات الجنائية.

## التاريخ
يعود التحذير إلى قرار للمحكمة العليا في سنة 1966 في قضية عُرفت باسم ميراندا ضد أريزونا، فقد كان أرنستو أرتورو ميراندا مُتَّهمًا بالاغتصاب والخطف، وقد شكا من أن حقوقه بحسب التعديلين الخامس والسادس للدستور اُنتُهِكَت لأن الشرطة لم تقل له ما هي هذه الحقوق بعد اعتقاله. وقد وقفت المحكمة العليا إلى جانبه، وأُعيدَت محاكمته، ثبتت عليه التهمة في المحاكمة الثانية وحُكم عليه بالسجن بين 20 سنة و30 سنة.
قد يختلف نص التحذير من ولاية إلى أخرى، طالما أن المعنى واحد، وهو موجود في شكل أو في آخر في بلدان كثيرة أخرى. وقد عاد بقوة بعد أن شكا كثيرون من المعتقلين في غوانتانامو من أن حقوقهم القانونية اُنتُهِكَت خلال التحقيق معهم.

## نص تحذير ميراندا
| تحذير ميراندا | Freeze! You have the right to remain silent, everything you say can and will be used against you in the court of law, you have the right to get attorney, if you can’t afford an attorney the court will get you one, do you understand your rights? | تحذير ميراندا |

| تحذير ميراندا | اثبت في مكانك! لديك الحق في التزام الصمت، كل ما تقوله من الممكن وسوف يُستخدَم ضدك في المحكمة، لديك الحق في الحصول على محامٍ، إذا كنت لا تستطيع دفع أقساط المحامي، المحكمة سوف تعطيك محامٍ، هل تفهم حقوقك؟ | تحذير ميراندا |